# 計測自動制御学会
公益社団法人計測自動制御学会（けいそくじどうせいぎょがっかい、英語: The Society of Instrument and Control Engineers）は、計測と制御の理論と応用を対象とした日本の学術団体（学会）。学会の略称は SICE。日本計測学会と自動制御研究会が合併して1961年に設立された（翌1962年から開始）。計測、制御、システム・情報、システムインテグレーション、産業応用、ライフエンジニアリングの6部門を置き、支部活動も行う。計測制御エンジニア資格制度も実施していた。かつては東京都文京区本郷1-35-28-303に自前の事務所を持っていたが、2016年に売却し、事務局は東京都千代田区神田小川町1-11-9 金子ビル4階に移転した。

## 学会全体の概要
さまざまなシステムを対象に、安全かつ効率よく動作させることを目指したである。また、会誌『計測と制御』と論文誌『計測自動制御学会論文集』、英語論文集を定期刊行している。前身は日本計測学会と自動制御研究会で、学会誌も『計測』と『自動制御』という前身がある。また、日本計測学会は計測懇談会として設立され、自動制御研究会は高橋安人らが1947年9月12日に設立した自動制御懇話会が前身である。
全部門が集うアニュアルカンファレンスは年に一度開催されており、2002年より国際会議として英語で行われている。2012年は総講演数448件に対し、74件が海外からの講演で、2018年現在はフルペーパー査読を行うレギュラーペーパーと、アブストラクト査読を行うポジションペーパーがある。なお、2006年には釜山で、2010年には台湾で開催された。2020年にはタイで開催予定であったが、新型コロナウイルスの影響により、オンライン開催に変更されている。
1961年の創立時に会員は約2,000名、賛助会員はおよそ100社程度であったが、創立10周年の1971年には会員総数 5,419名（正会員 4,755名、学生会員 664名）、賛助会員 254社を数え、創立50周年の2011年末には会員総数は 6,170名、賛助会員 195社に及んでいた、2019年末現在では会員総数 4,835名、賛助会員 182社に落ち着いている。また、学会賞には論文賞や技術賞、功績賞などに加え、「新製品開発賞」や「国際標準化賞」も設けられている。

## 部門活動
2010年までは
- 計測部門
- 制御部門
- システム・情報部門
- システムインテグレーション部門
- 産業応用部門

の5部門であったが、生田幸士らを発起人として2011年に
- ライフエンジニアリング部門

が増設されている。部門のもとに部会、研究会を配置して活発な活動を進めており、システムインテグレーション部門では部門講演会でRTミドルウェアコンテストを開催。また、同部門の空間知部会が「Future Convenience Store Contest」を立ち上げており、これはワールドロボットサミットの一競技に組み込まれている。
なお他学会との連携としては、システムインテグレーション部門が日本ロボット学会、日本機械学会ロボティクス・メカトロニクス部門と共催で「ロボティクス・シンポジア」を開催している。一泊二日の泊まり込み形式で、オーバーナイトセッションがある。また、標準でA4で6ページのフルペーパー査読が特徴で、一講演あたりの持ち時間も長い。また、近年は関係の論文誌で論文特集号が組まれるようになっている。

## 国際学会との関係
国際組織との関係として、計測自動制御学会は国際計測連合（IMEKO）の組織構成員（NMO - National Member Organization）を務めていた。なおIMEKOでは3年に1回世界大会を開催しており、日本では2000年に世界大会が初開催され、2021年の世界大会も開催が決まっている。また、本学会の関係者がIMEKO本部の会長を務めることもあり、飯塚幸三（1992年度SICE会長）や石川正俊（2011年度SICE会長）といった例がある。
一方、国際自動制御連盟（IFAC）については、日本学術会議内に設置された自動制御研究連絡委員会が日本を代表する会員である。ただし、1957年の同委員会設置を契機に1958年から複数の学会が共同主催する「自動制御連合講演会」が開催されており、創立当初の発起人に自動制御研究会が、第1回の主催学会に自動制御研究会と日本計測学会が名を連ねている。その後も計測自動制御学会はシステム制御情報学会（旧 日本自動制御協会）などと共に主催学会に加わっており、近年では2017年に幹事学会も務めている。

## SICE計測制御エンジニア
1996年に「計装エンジニア」として企画され、1998年から認定試験が開始された。当初は初級エンジニア・中級エンジニアという区分で始まったものの、上級エンジニアは設けられなかった。2003年から「計測制御エンジニア」に名称変更されている。2019年現在は
- 計測制御エンジニア
- 計測制御エンジニア（補）
- 計測制御エンジニア（アカデミック） - 2013年より前は「初級計測制御エンジニア」[42]

に分かれており、試験は筆記試験と面接試験がある。試験合格者は「産業応用セミナー」を受ける。2013年に「初級計測制御エンジニア」は「計測制御エンジニア（アカデミック）」に名称変更されている。
また、2006年から2020年度に休会するまで「計測制御エンジニア会」が組織されていた。同会では受講予定者や認定者、学生に対して「計測制御エンジニア講座」を開催しており、研究所の見学も行われた。

## 事務局
前身である日本計測学会の事務所は計量研究所に間借りしており、1962年1月に計測自動制御学会が開始した後も引き続き利用していた。その後、同年4月には当時会誌を出版してもらっていたコロナ社（文京区駕籠町）の一角に移転。さらに1963年4月には日本電気計測器工業会が所有する計測会館（港区芝琴平町20）の屋上のバラック（建築法上は物置）に移転する。このバラックは屋上設備の騒音がひどく、また夏場は暑さがひどかった。当時会長の友田三八二の尽力で、日本能率協会が主催したアメリカへのオートメーション実態調査視察団の剰余金を確保し、エアコンが設置されている。
1973年5月、森ビル琴平アネックス（港区虎ノ門1-15-5）に移転。事務所は約15坪・20坪程度と狭かったため、引き続き計測会館は会議室として利用した。さらに1980年5月、約60坪のスペースの
- 〒113-0033 東京都文京区本郷一丁目35-28-303 メゾンドール本郷3階303号室

を約9000万円で購入し、移転。新事務所を調査中に建設業者のクボタハウスから声がかかっており、その好意で支払いは延べ払い、間仕切りは学会の意向通りでやってもらえたという。新しい事務所では会議室も確保できたが、創設時の資料については事務所以外に外部倉庫を借りて利用していた時期もある。
2016年10月には上記物件を売却し、賃貸契約の
- 〒101-0052 東京都千代田区神田小川町1－11－9 金子ビル4階

へ移転した。今度は約47坪のスペースで、最寄り駅は都営地下鉄小川町駅と東京メトロ淡路町駅。なお、横断型基幹科学技術研究団体連合（横幹連合）の事務局も同居している。